# بحيرة مانيتو
بحيرة مانيتو (بالإنجليزية: Lake Manitou) هي بحيرة صناعية تقع في مدينة روتشستر، ضمن مقاطعة فولتون بولاية إنديانا في الولايات المتحدة. تبلغ مساحتها نحو 3.14 كيلومتر مربع (775 فداناً)، ويصل عمقها الأقصى إلى 17 متر، وتُعدّ من أهم وجهات الترفيه في المنطقة.

## أصل الاسم
يعود اسم "مانيتو" إلى لغة شعب بوتاواتومي الأصلي، ويعني "الروح" أو "القوة الروحية". كما تُعرف في بعض القصص المحلية باسم "بحيرة الشيطان" بسبب أسطورة قديمة تتحدث عن وحش يعيش في أعماقها.

## الأنشطة
تُستخدم البحيرة لأغراض ترفيهية مثل صيد الأسماك وركوب القوارب والتزلج على الماء. من أنواع الأسماك الموجودة فيها: الباص الكبير، والبلطي الأصفر، والبلطي الأسود، وسمك البايك الشمالي.